# Amke Dietert-Scheuer
Amke Dietert-Scheuer (Brake (Unterweser), 14 mai 1955) est une femme politique allemande.